# Sequana
Sequana er i keltiske mytologi en gudinde for floden Seine. Hun er særlig knyttet til området ved Seinens udspring nordvest for Dijon..